# Aziz Fegaâs
Aziz Fegaâs (en arabe : عزيز فقاص) est un footballeur algérien né le 27 février 1993 à Jijel. Il évolue au poste de milieu offensif au NC Magra.

## Biographie
Il évolue en première division algérienne avec le club du NC Magra après avoir passé cinq ans dans des divisions inférieures.

## Palmarès
NC Magra
- Championnat d'Algérie D2 :
  - Vice-champion : 2018-19.